# Avenged Sevenfold
Avenged Sevenfold (também conhecida como A7X) é uma banda norte americana de heavy metal, fundada em 1999 em Huntington Beach, Califórnia. A banda consiste no vocalista M. Shadows, nas guitarras Zacky Vengeance e Synyster Gates, no baixo Johnny Christ e na bateria Brooks Wackerman.
Avenged Sevenfold começou tocando metalcore em seus dois primeiros álbuns, mas após alguns anos a banda mudou seu estilo musical no álbum City of Evil e hoje é considerada uma revelação e um dos maiores nomes do heavy metal dos últimos anos.

## História

### Formação (1999-2000)

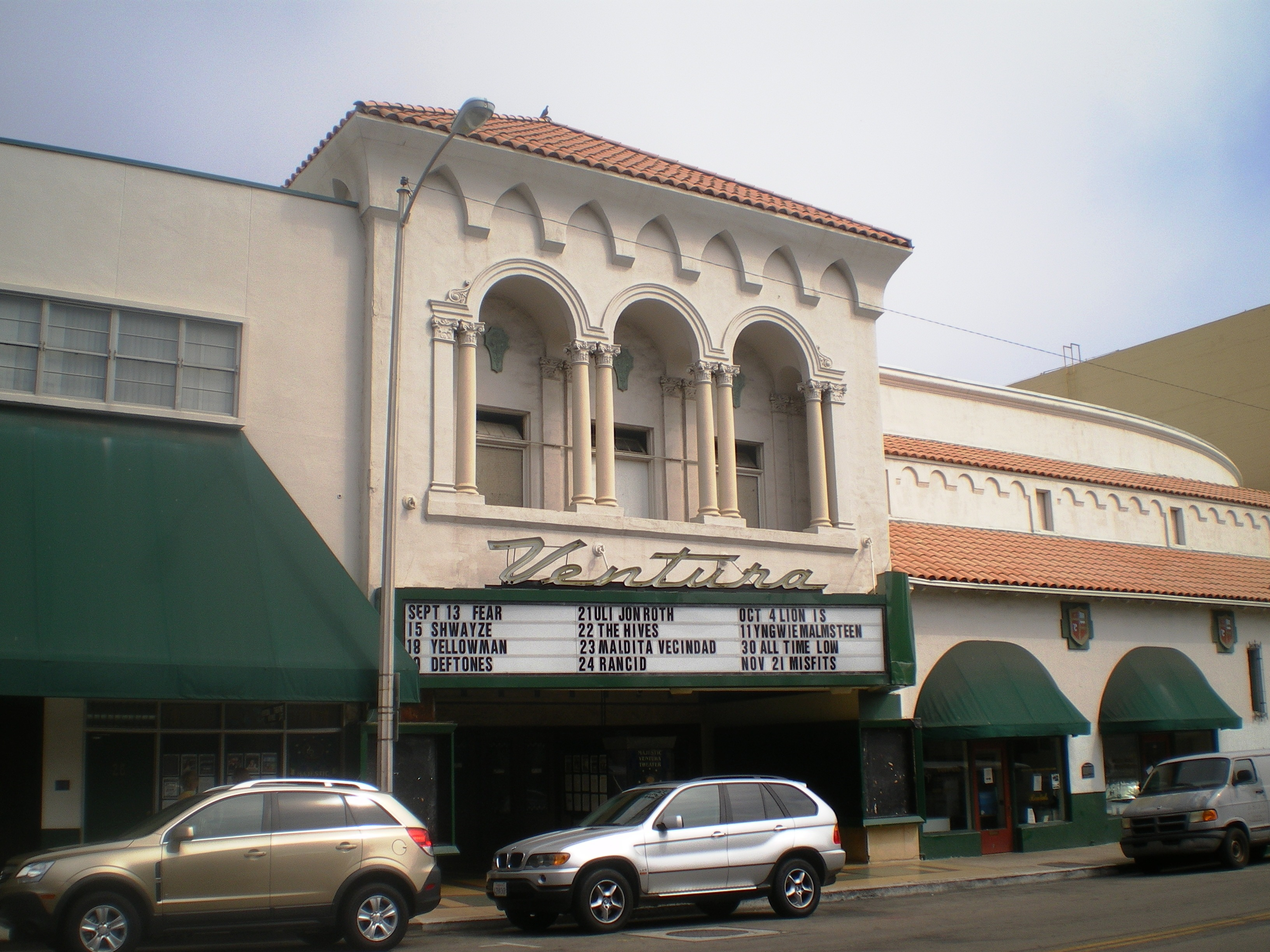
Ventura Theater, em 2008: local onde o Avenged Sevenfold fez shows importantes antes de fazer sucesso no mainstream.

A banda foi formada por M. Shadows e Zacky Vengeance. Eles eram amigos e estudavam na mesma escola, suas bandas anteriores, Successful Failure e Mad Porn Action (MPA) respectivamente não tinham dado certo. Logo depois de sairem do bronze, investiram em sua nova banda, convidando The Rev (baterista) e Matt Wendt (baixista) para completar a formação...

### Sounding the Seventh TrumpeteWaking the Fallen(2001-2004)
Durante os anos de 1999 e 2000, inúmeras demos foram gravadas como "The Art Of Subconscious Illusion" e "We Come Out At Night". O primeiro álbum do Avenged Sevenfold, Sounding the Seventh Trumpet, foi originalmente lançado pela sua primeira gravadora, Good Life Recordings em 2001. inicialmente seguindo um metalcore, que tinha suas primeiras cenas nessa época. Sendo que a faixa "Streets", uma composição punk, foi escrita por M.Shadows e a banda da qual ele participou antes do Avenged Sevenfold, Successful Failure. Após o guitarrista solo Synyster Gates ter se juntado à banda, o som agressivo do metalcore passou a apresentar solos de guitarra. A faixa "To End the Rapture" foi regravada com Gates tocando e o álbum foi relançado pela Hopeless Records em 2002. Nessa época fizeram vários shows importantes, com bandas como Shadows Fall e Mushroomhead e tocaram na Take Action Tour. Após isso, Johnny Christ se juntou à banda substituindo Justin Meacham, sendo o seu quarto baixista. O álbum seguinte Waking the Fallen, foi lançado pela Hopeless Records em agosto de 2003. Este disco teve um bom reconhecimento pela revista Rolling Stone e pela Billboard e é considerado um dos melhores álbuns de metalcore, além de ter vendido três mil cópias na primeira semana de lançamento. Ganharam ainda mais reconhecimento tocando na famosa turnê, Vans Warped Tour de 2003. Em 2004 voltaram a tocar na Warped Tour e com o contrato para assinar com a Warner Bros. Records, o Avenged Sevenfold decidiu lançar o clipe de "Unholy Confessions" no mesmo ano, com intuito de promover a banda para trabalhos futuros. Este clipe foi destaque na MTV2's Headbanger's Ball.

### City of Evil(2005-2006)
Após algum tempo, o Avenged Sevenfold assinou contrato definitivo com a Warner Bros. Records. City of Evil, o terceiro álbum da banda foi lançado em 7 de Junho de 2005, já pela Warner e os levou ao mainstream com singles como "Bat Country" e "Seize The Day", e vendeu 30.000 cópias em sua primeira semana de lançamento. O sucesso da banda também foi impulsionado por músicas como "Blinded In Chains" e "Chapter Four" presentes em jogos eletrônicos, assim como o single "Beast and the Harlot" no famoso jogo Guitar Hero 2. A música "Betrayed" foi dedicada a Dimebag Darrell, ex-guitarrista da banda Pantera, e a faixa "M.I.A." foi escrita após o vocalista M. Shadows falar com seus amigos que estavam lutando na guerra do Iraque. Em City Of Evil, o vocalista M. Shadows deixou os vocais gritados de lado e alguns boatos de fãs diziam que Shadows não poderia mais gritar, mas Shadows negou os boatos, confirmando-se isso nas declarações de Andrew Mudrock, produtor do segundo e do terceiro álbum do Avenged Sevenfold, e o DVD All Excess. Mesmo após alguns danos em suas cordas vocais em decorrência dos muitos gritos e da cirurgia para corrigir alguns problemas em 2004, M. Shadows afirmou que ainda pode gritar, "até melhor que antes". Matt trabalhou com Ron Anderson para melhorar a voz e aprender novas técnicas, profissional que já trabalhou com Axl Rose e Chris Cornell.
Em janeiro de 2006, City Of Evil ganhou o disco de ouro em decorrência dos singles "Burn It Down" e "Bat Country", ambos lançados em 2005. Em 6 de fevereiro de 2006 lançaram o clipe de "Beast and the Harlot" e pouco depois, o clipe de "Seize The Day" que levou a banda a alcançar o topo de muitas paradas mundiais. O riff da música "Beast And the Harlot" foi eleito um dos melhores riffs pela revista Total Guitar naquele ano. O A7X completou sua primeira turnê mundial em 2006 passando por diversos lugares indo dos Estados Unidos e Europa até Japão, Austrália e Nova Zelândia. Também se apresentaram no Ozzfest ao lado de bandas como Dragonforce, Disturbed, System of a Down e fizeram turnê com Metallica e Guns N' Roses. O A7X ganhou o prêmio de Melhor Novo Artista no MTV Music Awards com o clipe de "Bat Country", desbancando artistas como Panic! At The Disco, Rihanna e Chris Brown. O disco City Of Evil ficou entre os "100 melhores álbuns com guitarras da história", eleito pela revista Guitar World Magazine em outubro de 2006, ocupando a posição de número 63 e também listado entre os "100 melhores álbuns de rock" de todos os tempos em junho de 2017 pela revista Rolling Stone.
O A7X voltou à Warped Tour, dessa vez como atração principal e continuou sua própria turnê, a Cities Of Evil Tour. O álbum City Of Evil vendeu um milhão de cópias até os dias atuais.

### Self-Titlede morte de Jimmy "The Rev" Sullivan (2007-2009)

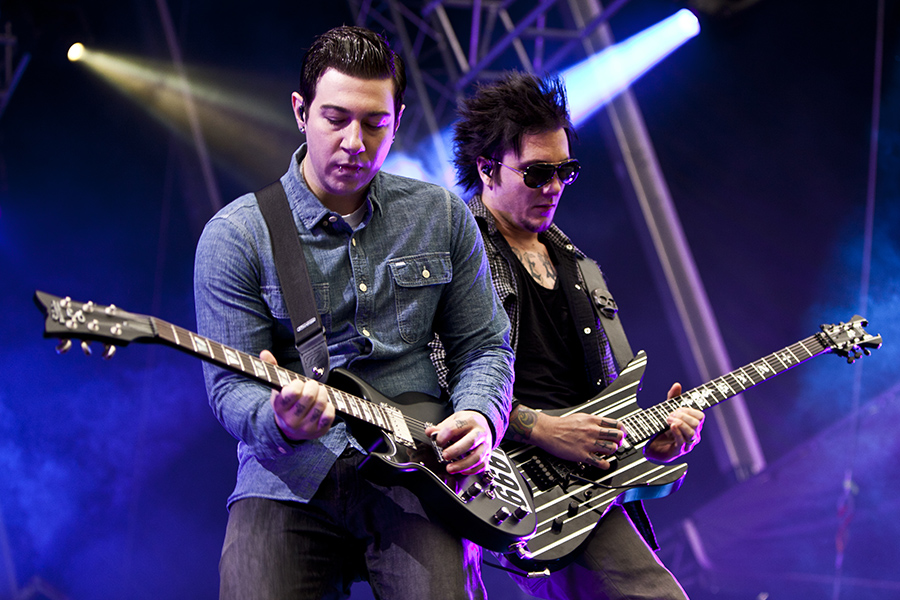
Zacky Vengeance e Synyster Gates se apresentando com a banda em 2011

Após cancelar alguns shows, inclusive na Inglaterra com a banda Bleeding Through, o A7X anunciou que estava planejando seu quarto álbum, o auto intitulado Avenged Sevenfold (Self-Titled ou White Album). Matt. Shadows em entrevista disse que queria fazer um álbum diferente, que os antigos fãs gostassem e que pudesse ainda conquistar milhares de novos fãs. Antes do novo álbum, foi lançado o DVD All Excess no dia 17 de Julho de 2007. Fizeram shows em Singapura, onde o single "Almost Easy" foi tocado pela primeira vez na SingFest 2007, na Indonésia e no Japão, suas primeiras datas em 2007. O Self-Titled foi lançado no dia 30 de outubro de 2007 e foi um sucesso imediato, vendendo 94.000 cópias em apenas uma semana de lançamento. Lançaram dois singles naquele ano, "Critical Acclaim" e "Almost Easy". Lançaram ainda o clipe da canção "Almost Easy" e uma versão ao vivo da mesma.
Em 2008, a banda anunciou sua participação na turnê Taste Of Chaos 2008 como atração principal ao lado de bandas como Bullet For My Valentine, Atreyu e Blessthefall. Além disso, Avenged Sevenfold lançou "A Little Piece of Heaven" como clipe em janeiro e lançaram pela primeira vez uma b-side (música que não está em nenhum álbum); "Crossroads" foi lançada no dia 17 de Janeiro de 2008 e que mais tarde foi re-lançada no álbum Diamonds In The Rough. O single "Afterlife" se tornou o terceiro clipe de Self-Titled, saindo oficialmente no dia 4 de fevereiro de 2008. "Afterlife" ficou no Top de dezenas de paradas como Billboard e sendo sucesso na MTV. O Avenged Sevenfold passou pela primeira vez na América do Sul, indo ao Chile e vindo ao Brasil no dia 29 de maio de 2008. Também foram pela primeira vez ao México e também a Portugal no Super Bock Super Rock no dia 9 de julho de 2008 sendo uma das paradas da turnê que fizeram com o Iron Maiden na Somewhere Back In Time Tour entre junho e julho de 2008.

No dia 16 de setembro de 2008 foi lançado o DVD Live in The LBC e o álbum Diamonds in the Rough. O "pacote" vendeu vinte mil cópias em sua primeira semana de lançamento e até hoje foram vendidas mais de cem mil cópias. Além disso, ganharam o prêmio de Álbum do Ano da revista Kerrang. "Dear God", single e o quarto clipe do disco auto intitulado foi lançado no dia 28 de outubro de 2008. Uma parte da turnê Fall Tour com a banda Buckcherry foi cancelada devido á fadiga vocal do vocalista M. Shadows. A turnê voltou no dia 15 de outubro de 2008 em Osaka no Japão, onde o A7X se apresentou com diversas bandas importantes como Slipknot, Bullet For My Valentine e Machine Head. Avenged Sevenfold ganhou outras votações na Kerrang! Readers Poll onde os leitores da revista escolheram o A7X como melhor banda e melhor banda ao vivo de 2008, além de Synyster Gates ter ganho como "homem mais sexy do ano". A banda apareceu nos agradecimentos de Axl Rose, no álbum Chinese Democracy. Em entrevista para a Popular Underground Magazine, Synyster Gates praticamente descartou a volta dos vocais rasgados na banda dizendo, "Você avança e eu não penso que nós realmente fomos ruins, mas bem perto e estamos melhorando e melhorando. Isso é tudo que eu quero como músico, compositor e performer. Só quero melhorar e minha ideia de melhor talvez não seja a mesma ideia de melhor de um fã…", quando questionado inúmeras vezes por fãs que pediam a volta dos vocais gritados.

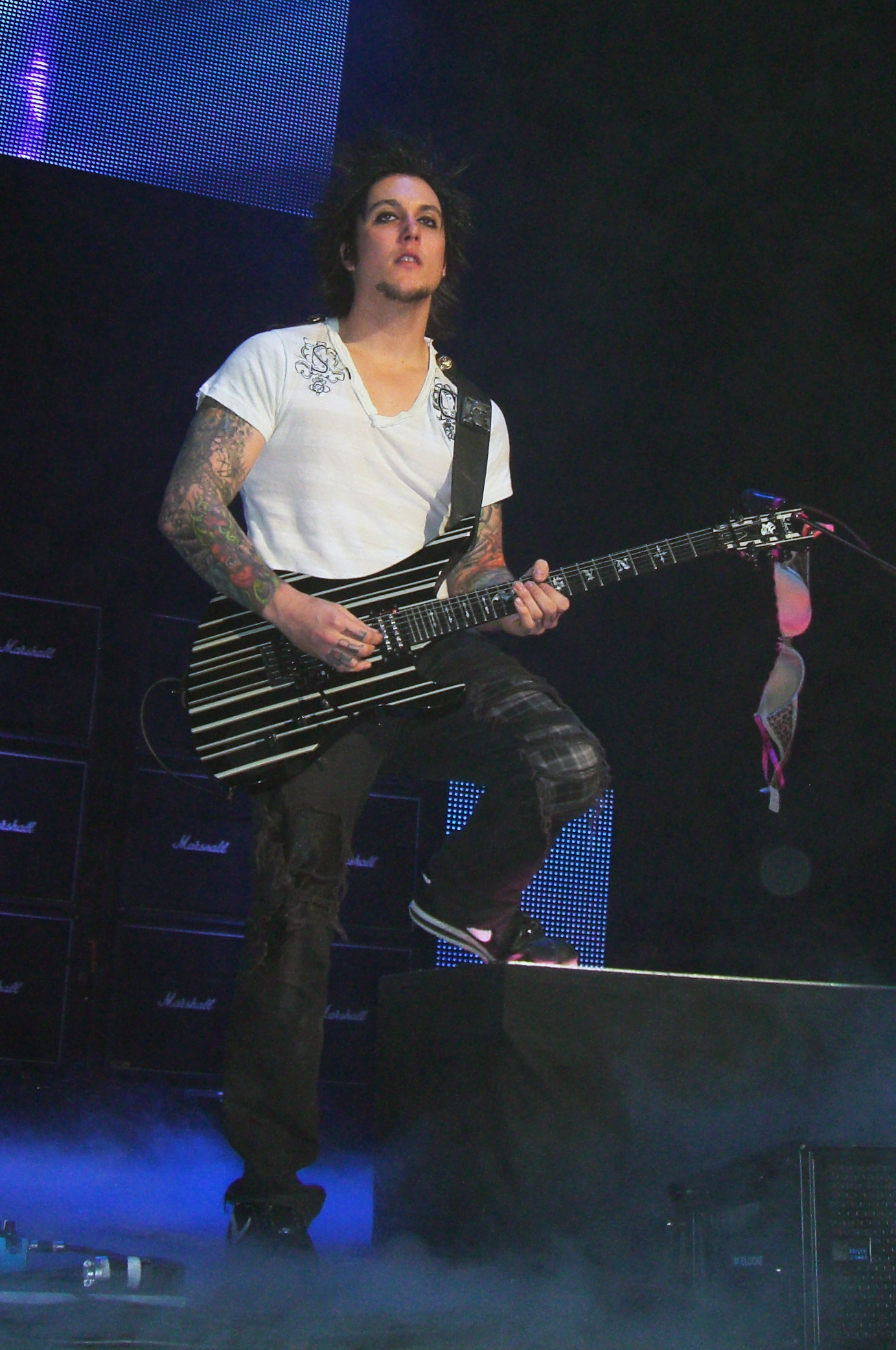
Synyster Gates ao vivo em Pittsburgh em 25 de Fevereiro de 2009.

M. Shadows teve paralisia facial num show em Baltimore no dia 9 de dezembro durante a Fall Tour. O problema foi na articulação temporomandibular causado por fazer muitos shows e cantar excessivamente, fazendo com que a mandíbula saísse um pouco do lugar. Mas logo depois o problema foi resolvido. "Scream" foi anunciado como quinto single de Self-Titled e o clipe, feito por fãs, foi lançado no dia 16 de dezembro de 2008.
Em 28 de dezembro de 2009, o baterista James "The Rev" Sullivan foi encontrado morto em sua casa aos 28 anos. A polícia foi avisada por bombeiros e chegaram na casa por volta das 13 horas.
A banda postou uma nota no site oficial confirmando a morte de The Rev:
| “ | "É com uma enorme tristeza e corações pesados que nós falamos pra vocês sobre o falecimento do Jimmy "The Rev" Sullivan hoje. Jimmy não foi somente um dos melhores bateristas do mundo, como mais importante, ele foi nosso melhor amigo e irmão. Nossos pensamentos e rezas vão pra família do Jimmy, e esperamos que vocês vão respeitar a privacidade deles durante esse momento difícil. Jimmy, você está pra sempre em nossos corações. Nós te amamos". | ” |

A autópsia feita logo após sua morte se mostrou inconclusiva e os peritos pediram testes toxicológicos e testes de laboratório para encontrar a causa da morte. Entretanto, os resultados poderiam levar semanas.
No dia 5 de janeiro de 2010, um funeral particular foi feito para The Rev e no dia seguinte 6 de Janeiro, seu corpo foi cremado. Syn Gates fez homenagens a ele, e aos seus pais.
Mais de 50 artistas falaram sobre a morte de Sullivan e na edição da revista Kerrang! de 13 de janeiro de 2010, fãs e artistas falaram sobre The Rev em um artigo. Simultaneamente, Zacky Vengeance postou uma nota sobre o falecimento de Jimmy em seu twitter:
| “ | "Jimmy estará sempre comigo em tudo que faço. Exceto estar em casa triste, então hoje vou tentar começar a viver novamente." | ” |

Após quase 6 meses da morte de The Rev, em 9 de junho de 2010, os resultados da necrópsia vieram ao público e foi constatado que Jimmy morreu por uma overdose acidental de drogas prescritas e álcool. Relatórios toxicológicos indicam que Sullivan sofreu “intoxicação aguda por múltiplas drogas, devido aos efeitos combinados de oxicodona, oximorfona, Diazepam/nordiazepam e etanol." Sullivan tinha cardiomegalia (um coração mais dilatado), que foi marcado no relatório judicial como “condição significativa” que pode ter desempenhado um papel na morte do baterista. Foram realizados “cinco ou seis” diferentes testes para verificar a causa da morte.

### Nightmare(2010-2011)

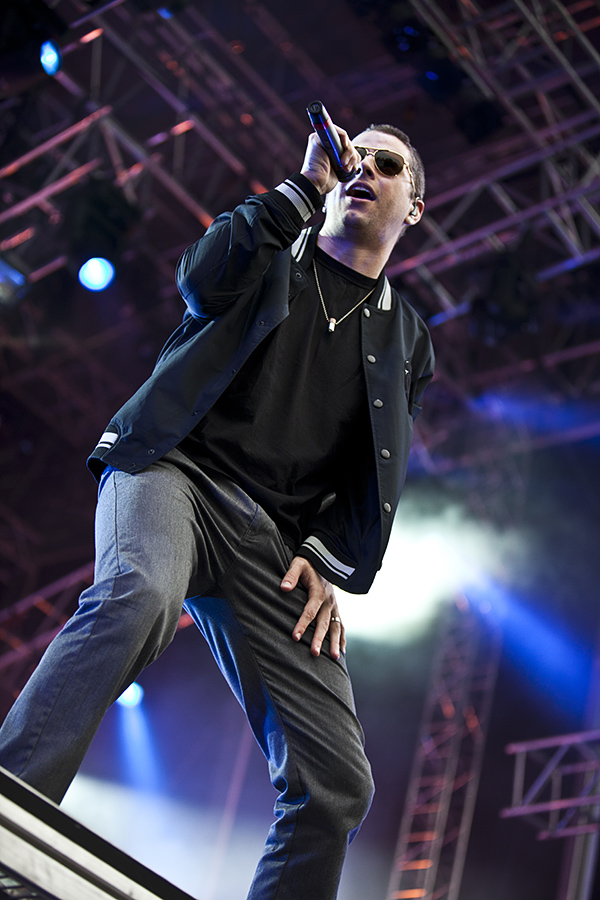
M. Shadows, vocalista da banda.

Após quase um mês da morte de The Rev, M. Shadows e Zacky Vengeance fizeram sua primeira aparição pública. Os dois participaram de um jogo de golfe beneficente para ajudar entidades que fazem caridades. Em fevereiro de 2010, o álbum Avenged Sevenfold foi eleito um dos melhores álbuns da década pelo site Room Thirteen e o A7X foi eleito uma das melhores bandas de Metal de 2009 no OC Music Awards.
O Avenged Sevenfold na época anunciara Mike Portnoy, até então baterista do Dream Theater, para gravar as linhas de bateria para o novo álbum da banda. "Eu queria que nossos fãs soubessem que, com Jimmy em nossos corações, nossa jornada para gravar o disco novo oficialmente começou. Jimmy ajudou antes de deixar esse mundo, um presente maravilhoso, e agora é nosso trabalho ter certeza em entregar esse presente aos nossos fãs. Nós convidamos o baterista preferido do Jimmy, Mike Portnoy, para gravar em seu lugar. Mike disse que seria uma honra e sem dúvida era o que Jimmy queria. É confortante para nós que alguém como Mike, que é sem dúvida um dos melhores bateristas do mundo, sustentar tanto respeito e adoração pelas habilidades do Rev." Poucos dias depois, as gravações já estavam completas e para finalizar, Mike disse que os fãs da banda são incríveis e tatuou o Deathbat em seu braço esquerdo, em homenagem ao The Rev e ao tempo que passou com o A7X. Synyster Gates, Zacky Vengeance, Johnny Christ e M. Shadows também fizeram tatuagens em homenagem a Jimmy.
Em entrevista à revista Kerrang! de dezembro de 2010, M. Shadows disse que "Nightmare" tem ao todo 13 músicas completas e que o álbum terá um estilo mais parecido com Metal Clássico.
| “ | Nós temos umas 20 ideias com 13 músicas completas. Agora, nós estamos escrevendo duas músicas por semana, trabalhando muito. Anteriormente nós colocamos 10 músicas, mas agora teremos muitos mais - serão provavelmente como o City of Evil, 75 minutos. Até agora, soa como Metal Clássico; é old-school, thrash e mais pesado e com mais solos. Liricamente e musicalmente tem um sentimento conceitual. Estamos conversando para ver se cada faixa entrará em compasso com as outras por exemplo, fazer reprises e interlúdios, coisas pequenas como essas. Estamos tentando fazer algo realmente divertido e legal. É um álbum obscuro. A música é emocional. Nosso objetivo é fazer cada parte ser memorável, queremos provocar reações ao vivo e escutando em casa. Terá grandes baladas, coisas muito divertidas, piano, coro, orquestra e muitas coisas visuais que vocês esperam mas com um humor diferente. Liricamente, estive inspirado por tudo desde como os jovens estão crescendo hoje em dia, até educação, economia, religião, guerra e o comportamento do nosso governo. Tudo se liga à como os jovens hoje em dia estão tão distantes do mundo real. | ” |

Em 16 de dezembro de 2010, via Facebook, Mike Portnoy anunciou que ele deixaria de estar trabalhando com o Avenged Sevenfold. A banda publicou um comunicado em seu site em 17 de dezembro de 2010 afirmando que Mike não continuaria com os membros remanescentes.
O Avenged Sevenfold anunciou em seu site oficial o novo baterista, Arin Ilejay, ex-Confide, que participou com a banda da turnê Nightmare After Christmas, que teve início em janeiro de 2011.
"Recentemente pedimos a vários amigos que conheceram Jimmy e seu estilo, e que também conheciam nossa música e cada uma de nossas personalidades, que sugerissem bateristas para fazer turnê conosco começando esse ano. Nosso técnico de bateria em estúdio há muito tempo, Mike Fasano, indicou Arin Ilejay. Nós ensaiamos com Arin e nos impressionamos com sua habilidade técnica, atitude e ética de trabalho. Estamos muito animados para sair em turnê com Arin e esperamos que vocês deem a ele boas-vindas à família que temos.
Obrigado pelo seu apoio sem fim. Significa tudo para nós.
Vemos vocês na turnê Nightmare After Christmas."
No dia 21 de janeiro de 2011 aconteceu o primeiro show do ano do Avenged Sevenfold da Nightmare After Christmas Tour. Nessa ocasião, o Avenged Sevenfold tocou pela primeira vez a música Fiction - feita por The Rev apenas três dias antes de sua morte. Fiction inicialmente se chamava Death, mas M. Shadows trocou o nome da música em homenagem ao amigo, que possuía uma tatuagem que ia do peito até a barriga onde se lia "Fiction". Eles usaram a voz de baterista nos backing vocals, gravados no estúdio no momento da produção dos CDs da banda anteriores ao Nightmare, podendo assim voltar a tocar músicas como Afterlife, Critical Acclaim e A Little Piece of Heaven, nas quais as partes em que The Rev cantava eram bastante extensas e indispensáveis.

### Hail to the King(2012-2014)
No dia 24 de setembro de 2012, Avenged Sevenfold lançou a segunda single chamado "Carry On", uma faixa feita especialmente para o jogo de tiro de primeira pessoa "Call of Duty: Black Ops II (Call Of Duty: Black Ops II - Zombies)". E a primeira faixa lançada com Arin Ilejay, foi a "Not Ready to Die" em 2011 para o jogo "Call of Duty: Black Ops (Call Of Duty: Call Of The Dead)".
Em 22 de Setembro de 2013, a banda tocou na 5° edição do Rock in Rio que é o maior festival de música no Brasil. Os californianos se apresentaram no dia 22 de setembro de 2013, último dia do evento, junto com Iron Maiden, Helloween e Slayer.
O novo álbum se chama Hail to the King e foi lançado no dia 27 de agosto de 2013. Este álbum possui uma sonoridade mais Hard Rock do que Heavy Metal o vocalista M. Shadows diz que, o álbum tem músicas com influências de Led Zeppelin e Black Sabbath. O álbum vendeu 159 mil cópias nos Estados Unidos em sua primeira semana de lançamento para estrear em 1º lugar na parada Billboard 200.
Isto marca o Avenged Sevenfold do segundo álbum no topo da parada da Billboard, bem como sua primeiro a alcançar o número 1 no Reino Unido, no topo da UK Albums Chart. Ele também liderou as paradas de álbuns Canadenses, Brasileiros, Finlandês e Irlandeses.

### Troca de baterista eThe Stage(2015-presente)
Em 23 de Julho de 2015, o Avenged Sevenfold publicou em seu site oficial uma mensagem informando a saída de Arin Ilejay da banda. Quatro meses depois, em 4 de novembro, a banda anunciou o sucessor de Ilejay, Brooks Wackerman.
Em 29 de Outubro, foi revelado que a banda fez uma trilha instrumental intitulada "Jade Helm" para o jogo Call of Duty: Black Ops III.
Em Janeiro de 2016, a banda entrou com um processo para poder se desvincular do contrato com a Warner Bros, e no mesmo mês a banda anunciou que estava começando o processo de composição do novo álbum. Em entrevista a Kerrang, Zacky V deu uma declaração sobre o mesmo. "Está realmente muito pesado. Ele vai por todas as direções desde o agressivo ao melódico. Há muitos elementos do metal que nós amamos e crescemos ouvindo. E bastante melodia. É difícil dizer. Nesse momentos a única palavra que podemos defini-lo é “agressivo”." Quando perguntados sobre a data de lançamento do disco, Brooks disse, "[...] estamos focando somente na composição agora e tentando juntar tudo para criar o novo álbum. Esse é o foco. Não há data limite, nós só queremos ter certeza que estamos todos confiantes ao lança-lo. Vai sair na hora certa."  A previsão preliminar é para o segundo semestre de 2016.
Em março, o Avenged Sevenfold anunciou o primeiro show para 2016, o primeiro depois da turnê pela Ásia em 2015 e até então a primeira apresentação com a nova formação, que seria na estreia do U.S. Bank Stadium, a casa do Minnesota VIking; porém alguns dias antes, a banda através das redes sociais anunciou que iria fazer um concerto gratuito para 1.500 pessoas no First Avenue em Minneapolis.
A partir de então a banda seguiu fazendo uma pequena turnê pelos EUA, com algumas modificações em seu setlist. Foram incluídos alguns sucessos de álbuns anteriores como Gunslinger do Self-Titled e outras do Sounding the Seventh Trumpet, como "To End To Rapture", além de "Warmness On The Soul", umas das primeiras canções gravadas pela banda, em uma versão instrumental.
Depois de muitas especulações, a Capitol Records anunciou através de seu site que tinha assinado um contrato com a banda. Os detalhes do processo contra a Warner Bros Records não ficaram muito claros, porém logo após a Warner divulgou que eles lançariam uma coletânea com os maiores sucessos do grupos com a gravadora, o "The Best Of 2005-2013".

Em uma entrevista ao programa de rádio Louwire Nights, M. Shadows falou entre outras coisas sobre o DVD "This is a Bat Country", anunciado em 2015, mas até então ainda não lançado:
| “ | A realidade é que o DVD nunca chegou lá. Eu sei que alguns fãs não querem ouvir isso, mas para nós quando estamos olhando algo e decidindo lançar ou não, irá passar por um processo do tipo, ‘Isso está bom o suficiente para ser lançado?’ Você é perguntado milhões de vezes, ‘Você tem um DVD?’ Aí começa a vazar que tem um DVD e você diz ‘Okay sim, nós temos um DVD’. Aí quando ele não chega lá, nós não temos uma razão para lançá-lo. O DVD nunca ficou bom o suficiente para ser lançado, na nossa opinião. [...] Então, eu não sei o que tá rolando agora. Eu sei que ainda está no estágio de cortes. Nós ainda estamos tentando montar algo legal, mas aí também tem a coisa com a Warner Bros. Nós não estamos mais com a Warner e eles tem os direitos desses materiais. Então, eu não sei o que vai acontecer com esse DVD. A resposta real é que ele não está da forma que queremos que ele fosse lançado. | ” |

Em 13 de Outubro a banda lançou de surpresa o single "The Stage". A faixa foi disponibilizada em várias plataformas de streaming junto com um clipe. Várias aparições do Deathbat ao redor do mundo em diferentes locais turísticos em cidades como Paris, Toronto, Londres, Sidney e no Rio de Janeiro anunciavam uma live que a banda iria realizar no dia 27 de Outubro. O evento realizado no prédio da Capitol Records em Hollywood foi transmitido ao vivo no Facebook da band, no site da banda (que teve sobrecarga devido à quantidade de acessos) e na plataforma VRTGO no formato 360° e em realidade virtual. Logo após o termino da live o álbum "The Stage" foi disponibilizado para o público. Em entrevista à Rolling Stone M. Shadows explica por que o álbum foi lançado tão rapidamente. 
| “ | Tem muito a ver com o tédio (risos). Todo mundo está simplesmente entregando migalhas de pão quando lançam 4 ou 5 singles antes do álbum sair. Isso tira completamente a mística do registro. No momento em que ele finalmente sai, você já fez 50 entrevistas sobre ele explicando exatamente como ele vai soar. Percebemos que em 2016 a extensão de paciência das pessoas é curta, quem perde tempo esperando muito por algo por 3 meses? Então simplesmente somos 5 caras com saco cheio disso. Queríamos manter o hype curto e doce, e em seguida, executar em todos os níveis. Aqui está o álbum - passamos muito tempo trabalhando nele, e ele está disponível para você agora. E agora todo mundo pode aprender sobre esse registro junto, em vez das migalhas de pão que tentamos evitar. Decidimos que tudo teria que ser exatamente do jeito que queríamos, desde os shows ao vivo ao merchandising, e a forma como apresentamos esse álbum e liberamos para o público. | ” |

O álbum também conta com a participação do astrofísico Neil deGrasse Tyson, que escreveu um ensaio que é lido na faixa final, “Exist”. Em entrevista ao Chris Jericho em seu podcast, M Shadows disse que o álbum “The Stage” continuará evoluindo. Sete novas músicas ainda serão lançadas (maior parte delas nas plataformas de streaming) e integrarão o mesmo. Além de outras coisas que ainda estão sendo planejadas.

## Características musicais e influências
As influências de Avenged Sevenfold incluem In Flames, Metallica, Iron Maiden, Megadeth, Slayer, Mr. Bungle, Elton John, Leonard Cohen, At the Gates, Helloween, Dream Theater, Pennywise, Bad Religion, NOFX, Pantera, Overkill, Def Leppard, Guns N' Roses, The Beatles, Anthrax, Testament, Black Sabbath, Led Zeppelin e The Rolling Stones.

### Estilo
O estilo inicial da banda em seus dois primeiros álbuns foi categorizado principalmente como metalcore. Seu álbum de estreia, Sounding the Seventh Trumpet de 2001, embora consista quase inteiramente em um som caótico de hardcore e metalcore, tem vários desvios destes gêneros, mais notavelmente na regravação da canção de abertura "To End The Rapture" que prenuncia seu futuro estilo de heavy metal com solos virtuosos, "Warmness on the Soul", que é uma balada de piano, e "Streets", que consiste basicamente em skate punk e vocais limpos, remetendo a sonoridade de bandas como Bad Religion, Pennywise, NOFX e seus conterrâneos do punk rock californiano. Em seu segundo álbum, Waking the Fallen de 2003, a banda exibiu um estilo de metalcore menos caótico e mais melancólico, influenciados pela sonoridade mais sombria de bandas como Pantera, Metallica e Misfits, adicionando vocais mais limpos e se inclinando um pouco mais para o heavy metal e um pouco menos próximo do hardcore. No DVD da banda All Excess, o produtor Andrew Murdock explicou essa transição: "Quando conheci a banda depois que Sounding the Seventh Trumpet foi lançado, antes de gravarem Waking the Fallen, M. Shadows me disse 'Este disco é gritado'. O disco que queremos fazer será meio gritado e meio cantado. E o disco depois disso será todo cantado."
No terceiro álbum do Avenged Sevenfold, City of Evil de 2005, buscando novas influências para uma mudança de estilo em bandas como Blind Guardian, Guns 'N Roses e Helloween, a banda optou por abandonar completamente o gênero metalcore e os vocais gritados, criando um som consistente de hard rock e heavy metal com uma sonoridade mais veloz, mais solos de guitarra e bateria. O álbum autointitulado Avenged Sevenfold de 2007 foi mais alternativo, com a adição de sons sinfônicos e experimentando uma gama ainda maior de gêneros musicais do que City of Evil, mais notavelmente em "Dear God", que mostra um estilo acústico que foi rotulado como country, e "A Little Piece of Heaven", que circula dentro da influência das músicas dos shows da Broadway, usando principalmente instrumentos de sopro e orquestra de cordas para assumir a maior parte do papel das guitarras. A música foi comparada as trilhas sonoras de Danny Elfman, especialmente de The Nightmare Before Christmas e Beetlejuice. The National descreveu a música como avant-garde metal. O compositor The Rev afirmou que a música foi inspirada nas obras de Danny Elfman e sua banda Oingo Boingo, sendo também descrita como a versão da banda de "Bohemian Rhapsody" e "uma ópera rock em uma canção". 
O álbum Nightmare de 2010 é carregado por uma atmosfera densa e emocional de desesperança, em grande parte afetada pela recente morte de The Rev, incluindo uma balada melancólica de piano chamada "Fiction", a faixa épica e sombria de metal progressivo "Save Me" de quase 11 minutos, e um som de metal extremo com vocais guturais e instrumentação mais pesada em "God Hates Us". O sexto álbum de estúdio da banda, Hail to the King de 2013, mostra um som de heavy metal tradicional e uma abordagem orientada para riffs de guitarra, evocando a sonoridade de bandas clássicas de heavy metal. Em seu sétimo álbum The Stage de 2016, a banda explora ainda mais o metal progressivo, misturando-o com elementos do thrash metal e demonstrando inclinações para um som mais experimental. Seu oitavo álbum, Life Is But a Dream... de 2023, mostra a banda assumindo ainda mais um som de metal mais experimental e vanguardista.
Os integrantes do Avenged Sevenfold não se consideram presos em um estilo específico, apesar da banda ser uma das maiores expoentes do New Wave of American Metal.

### Nome da banda e letras
O nome Avenged Sevenfold (vingado sete vezes, em português) é uma referência ao livro do Gênesis na Bíblia, quando Caim é sentenciado a viver em exílio por matar seu irmão. Deus o marcou e ninguém poderia matá-lo pelo seu pecado. Quem matasse Caim seria "castigado sete vezes" e assim, Caim seria vingado sete vezes. O título da canção "Chapter Four" se refere ao Gênesis 4:15, o capítulo da Bíblia onde a história de Abel e Caim se passa. "Beast and the Harlot" é outra canção derivada de assuntos bíblicos que vem do Livro de Revelação, escrito em primeira pessoa e que tem como enredo a punição da Grande Babilônia, império mundial e centro de pecado e religiões falsas. A banda também possui letras reflexivas sobre corrupção política como "Critical Acclaim", "Blinded in Chains", "M.I.A." e "Lost", letras profundas, sombrias e melancólicas como "Seize the Day", "Warmness on the Soul", "I Won't See You Tonight (Part. 1)", "Nightmare" e "Save Me". A banda frequentemente explora letras e temas bíblicos, apocalípticos, sombrios e profundos, muitas vezes abordando temas como a vida e a morte, existencialismo pessoal ou reflexivo. No geral, Avenged Sevenfold é uma banda rica liricamente, tratando de diversos assuntos em suas letras.
Sobre a mudança de estilo e as acusações de se vender, M. Shadows disse:
| “ | "Essas pessoas me lembram a mim mesmo quando eu tinha treze anos e chamava as bandas de vendidas. Nós apenas escrevemos o que está em nossos corações e fazemos o melhor possível. Nós não somos a Microsoft, não estamos tentando fazer IPod's e fornecê-los para as pessoas. Nós vamos escrever o que está em nossos corações, em nossas almas para as pessoas escutarem e gostarem. É para isso que estamos aqui. Nós somos apenas uma banda, somos apenas cinco garotos tendo um bom momento e colocando nossos corações na linha. E jamais lançaríamos, nem em um milhão de anos, algo que não viesse de nossos corações, apenas por lançar. Quando os garotos nos chamam de vendidos, geralmente são jovens ou estão confusos ou furiosos por que não é o mesmo som do álbum anterior. Talvez um dia eles fiquem mais velhos e pensem que nós estamos longe de ser vendidos. Nós sempre fizemos o que queríamos e a gravadora jamais nos dirá o que colocar em um álbum. Então, um dia eles crescerão e perceberão que eles não gostaram do álbum mas não precisam nos chamar de vendidos. Acho que, hoje em dia, ser chamado de vendido é normal. As pessoas chamarão você de vendido, não importando o que faça." | ” |

Sobre a origem do sentimento para compor letras políticas como "Critical Acclaim", M.Shadows disse:
| “ | "Acho que vem das muitas queixas sobre o nosso país ultimamente. A mídia é muito unilateral. É, uma mídia muito liberal que está sempre reclamando, achando que todos estão contra eles e eles meio que perdem a visão da natureza humana e do elemento humano. Atualmente, há pessoas lutando e defendendo nosso país, há pessoas em nosso país fazendo crescer nossa comida… frutas e vegetais. Eles estão pegando nossa comida e levando-as por todo país em caminhões para que as pessoas possam comer. Em todo o lugar desse país, e acho que as pessoas esquecem desse elemento humano e chega a um ponto em que fico suficientemente irritado. Tenho amigos suficiente nas forças armadas, lutando por este país e isso me deixou irritado suficiente para que eu quisesse escrever uma música sobre isso." | ” |

### O Deathbat
O símbolo ou mascote oficial da banda é o Deathbat, um crânio com asas de morcego. Foi originalmente criado por um amigo de escola dos integrantes, Micah Montague, aparentemente inspirado no símbolo da banda Overkill. Cam Rackam, outro amigo, também fez diversos tipos de Deathbats e algumas artes como o single da música "Beast and the Harlot" assim como Casey Howard que fez o design do logo para a Fall Tour com a banda Buckcherry em 2008, o Abraham Deathbat. C.Howard também fez os desenhos interiores do encarte do álbum Avenged Sevenfold de 2007.
O símbolo evoluiu ao longo dos anos, inicialmente apenas um crânio com asas de morcego – também assumindo a forma de um esqueleto ou ceifador alado, assim como a figura esquelética de um rei em "Hail to the King". O Deathbat aparece no encarte de diversos álbuns como Waking the Fallen, City of Evil, Avenged Sevenfold, Nightmare e em singles como "Critical Acclaim" e "Bat Country". Também é frequentemente presente nos clipes, shows, palhetas, bumbos, guitarras e no fundo do palco.

Em 2022, graças a uma colaboração de um fã-clube da banda, a figura do Deathbat foi adicionada ao jogo mobile Legacy of the Beast, do mascote Eddie the Head da banda britânica Iron Maiden. Legacy of the Beast foi criado pela Navigator Games. O CEO Will Moore disse: 
| “ | Este ano tivemos um nível incrível de colaborações no jogo e queríamos criar algo realmente especial para o Halloween. Então convidamos M. Shadows para desenvolver o conceito conosco, e o resultado foi "The Nightmare Carnival". Esta colaboração oferece um novo nível de inovação enquanto Eddie luta contra três Deathbats do Avenged Sevenfold. | ” |

## Discografia

### Álbuns de estúdio
- Sounding the Seventh Trumpet (2001)
- Waking the Fallen (2003)
- City of Evil (2005)
- Avenged Sevenfold (2007)
- Nightmare (2010)
- Hail to the King (2013)
- The Stage (2016)
- Life Is but a Dream... (2023)

### Coletâneas
- The Best Of 2005-2013 (2016)

## Videografia
- “Warmness on the Soul” (2001)
- “Second Heartbeat (Ao Vivo)” (2003)
- “Unholy Confessions” (2004)
- “Unholy Confessions (versão alternativa)” (2004)
- “Burn It Down” (2005)
- “Bat Country” (2005)
- “Beast and the Harlot“ (2006)
- “Seize The Day“ (2006)
- “Almost Easy“ (2007)
- “A Little Piece of Heaven” (2008)
- “Afterlife” (2008)
- “Dear God” (2008)
- “Nightmare” (2010)
- "Buried Alive" (2011)
- “So Far Away” (2011)
- “Carry On” (2012)
- “Hail To the King” (2013)
- “Shepherd Of Fire” (2013)
- “This Means War” (2014)
- “The Stage” (2016)
- “God Damn” (2017)
- “Malagueña Salerosa“ (2017)
- "Wish You Were Here" (2017)
- "Mad Hatter" (2018)
- "Nobody" (2023)
- "We Love You" (2023)
- "Mattel" (2023)
- "Cosmic" (2024)

## Membros da banda
| Membros atuais - M. Shadows – vocal principal, piano (1999–presente), guitarra base (1999–2001) - Zacky Vengeance – guitarra base, backing vocals (1999–presente), guitarra solo (1999–2001) - Synyster Gates – guitarra solo, backing vocals (2001–presente), piano (2001–2007) - Johnny Christ – baixo, backing vocals (2003–presente) - Brooks Wackerman – bateria (2015–presente) | Ex-membros - The Rev – bateria, piano, voz (1999–2009) - Matt Wendt – baixo (1999–2000) - Justin Sane – baixo, piano (2001-2002) - Dameon Ash - baixo (2002-2003) - Arin Ilejay – bateria (2011–2015) |